# 私は告白する
『私は告白する』（わたしはこくはくする、I Confess）は、 1953年のアメリカ合衆国のサスペンス映画。監督はアルフレッド・ヒッチコック、出演はモンゴメリー・クリフトとアン・バクスターなど。強盗殺人を告白された神父が、自分に容疑がかかりながらも、戒律によって真犯人を明かすことができずに追い詰められていく姿を描いている。原作はポール・アンセルムの1902年初演のフランスの戯曲『Nos Deux Consciences（私たちの2つの良心）』。

## ストーリー
カナダ・ケベック市の敬虔な神父マイケル・ローガンは、ある夜、教会で働くオットー・ケラーから強盗殺人を犯したとの告解を聞く。事件を担当するラルー警視は犯行時に犯人が僧衣をまとっていたことを突き止め、マイケルに疑いがかかる。だが、マイケルはケラーの告白を他言することができない。そのうえ、犯行のあった夜にマイケルが国会議員の妻ルースと逢っていたことがわかり、警察からの容疑が深まってしまう。
ルースはマイケルの無実を証明するために良人、検事、警視、マイケルらの前で、マイケルが聖職を志す以前の過去の恋を打ちあける。そして、事件の被害者であるヴィレット弁護士が、この過去の恋を材料にして2人を脅喝し続けていた事実も判明する。ヴィレット弁護士が殺害された晩は、その対策を相談するために逢っていたのである。
マイケルは起訴されたが、確証がないため無罪の判決を受けた。だが民衆は承知せず、マイケルに罵声をあびせかけた。事件の真実を知るケラーの妻が真相を話そうとしたが、ケラーに拳銃で撃たれ殺されてしまう。ケラーはホテルへ逃げ込み、ラルー警視はマイケルらとともにケラーを追った。マイケルはケラーを説得しようとしたが、逆上したケラーは自らの罪をラルー警視の前で暴露し、マイケルに拳銃を撃ってきた。ケラーはラルー警視の命令によって包囲する警官の銃弾に倒れた。

### ヒッチコック登場シーン
映画冒頭で階段の上の道を横切る人物として登場している。

## 登場人物
マイケル・ローガン
演 - モンゴメリー・クリフト
ケベック市のカトリック神父。
ルース・グランドフォート
演 - アン・バクスター
国会議員の妻。今も元恋人のローガンを愛している。
ラルー警視
カール・マルデン
事件の担当刑事。
オットー・ケラー
O・E・ハッセ
事件の真犯人。ローガンに罪を告白する。
ヴィレット
オヴィラ・レガーレ
事件の被害者。弁護士。ローガンとルースを恐喝していた。

## キャスト
| 役名                       | 俳優                   | 日本語吹替                                                                                  | 日本語吹替          |
| 役名                       | 俳優                   | NHK版                                                                                       | PDDVD版             |
| -------------------------- | ---------------------- | ------------------------------------------------------------------------------------------- | ------------------- |
| マイケル・ローガン神父     | モンゴメリー・クリフト | 綏片達雄                                                                                    | 宮本充              |
| ルース・グランドフォート   | アン・バクスター       | 片岡あい                                                                                    | 大坂史子            |
| ラルー警視                 | カール・マルデン       | 川久保潔                                                                                    | 原田晃              |
| オットー・ケラー           | O・E・ハッセ           | 大久保正信                                                                                  | 中村浩太郎          |
| アルマ・ケラー             | ドリー・ハース         | 谷育子                                                                                      | 雨谷和砂            |
| ミラーズ神父               | チャールズ・アンドレ   | 八木光生                                                                                    | 鈴木貴征            |
| ベノア神父                 | ジル・ペルティエ       | 糸博                                                                                        | 石上裕一            |
| ピエール・グランドフォート | ロジャー・ダン         | 家弓家正                                                                                    | 遠藤純一            |
| ウィリー・ロバートソン検事 | ブライアン・エイハーン |                                                                                             | 仲野裕              |
| ヴィレット弁護士           | オヴィラ・レガーレ     |                                                                                             | 小浅和大            |
| 不明 その他                |                        | 北村弘一 恵比寿まさ子 杉山佳寿子 高村章子 田村錦人 緑川稔 上田敏也 富山敬 立壁和也 水鳥鉄夫 | 瀬尾恵子 深森らえる |
|                            |                        |                                                                                             |                     |
| 演出                       | 演出                   | 近森啓祐                                                                                    | 羽田野千賀子        |
| 翻訳                       | 翻訳                   | 森みさ                                                                                      | 砺波紀子            |
| 調整                       | 調整                   |                                                                                             | 堀井義文            |
| 制作                       | 制作                   | 東北新社                                                                                    |                     |
| 初回放送                   | 初回放送               | 1968年10月5日 『劇映画』 20:00-21:29                                                        |                     |

## 作品の評価
Rotten Tomatoesによれば、30件の評論のうち高評価は83%にあたる25件で、平均点は10点満点中7点となっている。